# Opus caementicum
Opus caementicium – rzymska technika budowy murów z drobnych kamieni, spajanych zaprawą z naturalnego cementu (tj. tufu wulkanicznego, wiążącego pod wpływem wody). Popularny w starożytnym Rzymie; jako mało efektowny, stosowany głównie do fundamentów lub też oblicowywany.